# Dolichopus pospelovi
Dolichopus pospelovi är en tvåvingeart som beskrevs av Smirnov 1948. Dolichopus pospelovi ingår i släktet Dolichopus och familjen styltflugor. Inga underarter finns listade i Catalogue of Life.